# クローヌス
クローヌス（英:clonus）とは筋肉や腱を不意に伸張したときに生じる規則的かつ律動的に筋収縮を反復する運動、間代（かんたい）と訳す。中枢神経性障害においてしばしば併発する。クローヌスが見られる場合は、上位運動ニューロン障害（錐体路障害）があるとされる。
神経学的診断では膝蓋間代、足間代（足クローヌス）を検査することが多いが、特に足クローヌスは錐体路障害がある場合に観察しやすい。アキレス腱が縮んだ状態（足が足関節から下に垂れた状態）から急に足底を上に押し上げる（アキレス腱が伸びた状態にする）と、下腿三頭筋のクローヌスが起こって足部（足首から先の部分）が上がったり下がったりする運動を数回繰り返す。これはアキレス腱の深部腱反射が亢進していることと同じ意義があり、錐体路障害があることを示す。
上位ニューロンの障害(錐体路障害）で出現。筋を急激に伸長させると反射性収縮（深部腱反射）を起こすが、筋の伸張刺激を与え続けた時の反射性収縮が反復する（深部腱反射の亢進）がクローヌスである。